# Лабодовский, Сергей Анатольевич
Сергей Анатольевич Лабодовский (14 января 1982, Алма-Ата, Казахская ССР, СССР) — казахстанский футболист, нападающий.

## Биография
Сергей Лабодовский родился 14 января 1982 года в Алма-Ате.
Играл в футбол на позиции нападающего. Профессиональную карьеру начал в Чехии, где выступал во втором эшелоне за ЛеРК из Простеёва. Проведя 7 матчей в его составе, вернулся в Казахстан, где в сезоне-2002 выступал за «Батыс» из Уральска.
В 2003 году дебютировал в высшей лиге чемпионата Казахстана в составе «Атырау», проведя в его составе 12 матчей и забив 1 гол. Впоследствии защищал цвета «Экибастузца» (2003—2004), «Алма-Аты» (2004), «Есиля-Богатыря» из Петропавловска (2004—2005, 2008), алма-атинской «Цесны-д» (2004), «Актобе» (2006), «Жетысу» из Талды-Кургана (2007), «Окжетпеса» из Кокчетава (2007).
В 2009 году перебрался в Финляндию, где играл во втором эшелоне за ТП-47 из Торнио, провёл 5 матчей. В том же году завершил игровую карьеру в составе казахстанского «Тараза».
Не отличался высокой результативностью: лучшим для Лабодовского стал сезон-2003, когда в составе «Атырау» и «Экибастузца» он забил в чемпионате Казахстана 6 мячей. Всего за карьеру забил 19 голов.
По окончании игровой карьеры стал тренером. До 2016 года работал в академии алма-атинского «Кайрата». В 2017 году вошёл в тренерский штаб главной команды, до января 2019 года был тренером по физподготовке, в течение четырёх дней исполнял обязанности главного тренера. С января 2019 года — тренер «Окжетпеса».

## Семья
Отец Сергея Лабодовского Анатолий Лабодовский (род. 1947) также был футболистом, выступал за казахстанские команды второй лиги и КФК.